# Krakowski Zakład Witrażów S.G. Żeleński
Krakowski Zakład Witrażów S.G. Żeleński – pracownia witraży oraz mozaiki założona w Krakowie, w 1902 przez Władysława Ekielskiego i Antoniego Tucha jako Krakowski Zakład Witrażów, rozwinięta w latach 1904–1914 przez Stanisława Gabriela Żeleńskiego, a po jego śmierci przez jego żonę i syna. Odegrała ważną rolę w rozwoju polskiej sztuki witrażowej dzięki współpracy z takimi artystami jak Stanisław Wyspiański czy Józef Mehoffer.
Po II wojnie światowej przedsiębiorstwo zostało upaństwowione, a następnie przekształcone w spółdzielnię, natomiast w 2001 zakupione przez prywatnego właściciela Piotra Ostrowskiego. Współcześnie Zakład wciąż wytwarza witraże oraz stawia sobie za zadanie ochronę i propagowanie polskiego dziedzictwa witrażowego, będąc najstarszą istniejącą pracownią witrażową w Polsce.
Od 2004 roku przestrzenie Zakładu udostępniane są zwiedzającym w ramach żywego muzeum jako Pracownia i Muzeum Witrażu.

## Historia

### Okoliczności historyczne
Przełom XIX i XX wieku to w Europie i USA okres wzrostu popularności witrażu jako rzemiosła oraz techniki artystycznej, co wynikało ze szczególnych tendencji w kulturze tamtego okresu. Artyści związani z takimi prądami jak secesja oraz Arts and Crafts dążyli do renesansu rzemiosła artystycznego. Piękno i kunszt wykonania obiektów codziennego użytku przeciwstawiano brzydocie typowej dla masowej, fabrycznej produkcji oraz postulowano, by odrodzona sztuka użytkowa zajęła miejsce równoważne sztukom pięknym (Pawłowicz s. 68).
Witraże szczególnie dobrze wpisały się w założenia stylistyczne secesji  - wyraziste linie oraz płaskie plamy barwne typowe dla obiektów witrażowych sprawiły, że wielu artystów decydowało się na pracę w tej technice.
Należeli do nich zarówno ważni światowi twórcy (George Braque, Henri Matisse, Marc Chagall, William Morris, Antoni Gaudí, Frank Lloyd Wright) jak i polscy artyści (Stanisław Wyspiański, Józef Mehoffer, Henryk Uziembło, Stefan Matejko, Wojciech Jastrzębowski, Jan Piasecki).

### Powstanie i działalność Zakładu
W Polsce aż do początku XX wieku nie istniała ani jedna pracownia pozwalająca na realizację złożonych dzieł sztuki. Dopiero w 1902 roku architekt Władysław Ekielski i malarz Antoni Tuch założyli Krakowski Zakład Witrażów.
W 1904 roku do spółki przystąpił Stanisław Gabriel Żeleński, by dwa lata później przejąć ją w całości. Jego zasługą był znaczny rozwój Zakładu. Żeleński odbył podróż po znanych europejskich pracowniach i na podstawie tych doświadczeń opracował nowatorską wizję swojego przedsiębiorstwa, którą następnie zaczął konsekwentnie realizować. Wzniesiono nowy budynek zaprojektowany we współpracy ze słynnym krakowskim architektem Ludwikiem Wojtyczką uwzględniając specyficzne potrzeby warsztatu. Znajdowało się tam m.in. atelier dla artystów, biblioteka oraz mieszkanie rodziny Żeleńskich. Sprowadzono specjalistów, którzy mieli wykształcić polską załogę i już niedługo zatrudniano wyłącznie rodzimych rzemieślników. Stworzono stanowisko kierownika artystycznego, które kolejno zajmowali Jan Bukowski, Stefan Matejko i Henryk Uziembło – wszyscy z kręgu Polskiej Sztuki Stosowanej. Pierwotnie w budynku mieściła się również pracownia mozaiki szklanej w stylu Murano.
Przedsiębiorstwo było znane pod nazwą „Krakowski Zakład Witrażów, Oszkleń Artystycznych i Fabryka Mozaiki Szklanej S.G. Żeleński” – powszechnie funkcjonował skrót „S.G. Żeleński”.
Stanisław Gabriel Żeleński brał udział w I wojnie światowej jako oficer armii austro-węgierskiej i zginął w 1914 pod Łukowem. Zakład przeszedł w ręce jego żony, Izabeli z Madejskich, która sprawnie zarządzała przedsiębiorstwem a oprócz tego brała udział w procesie twórczym – słynęła z wielkiej wprawy w doborze szkieł i kolorów.
Rodzina Żeleńskich prowadziła Zakład do roku 1952, kiedy został on upaństwowiony. Do późnych lat 90 należał do spółdzielni Renowacja i pozostawał wciąż najważniejszym ośrodkiem sztuki witrażowej w Polsce. Niestety, po transformacji ustrojowej zaczął chylić się ku upadkowi.
W roku 1999 wykupił go Piotr Ostrowski. Uzyskał on zgodę potomków rodziny Żeleńskich na kontynuowanie działalności pod oryginalną nazwą oraz używanie oryginalnej identyfikacji wizualnej, w tym loga zaprojektowanego dla zakładu przez prof. Jana Bukowskiego w 1904 roku.
Po 2000 roku poza nowymi projektami wykonano tu realizację historycznych koncepcji Stanisława Wyspiańskiego do katedry wawelskiej, konserwację witraży Józefa Mehoffera do Domu pod Globusem oraz rekonstrukcję serii ośmiu okien tego samego artysty zaprojektowanych dla kościoła w Turku. W 2017 roku Zakład podjął się rekonstrukcji witraża Apollo Spętany Wyspiańskiego, stworzonego przez artystę do budynku Domu Towarzystwa Lekarskiego w Krakowie.
W ciągu ponad stu lat działalności Krakowski Zakład Witrażów został uhonorowany ponad 80 nagrodami na konkursach i wystawach w kraju oraz za granicą.

## Najważniejsze realizacje
- Kraków, witraże w kościele Mariackim (Proj. S. Wyspiański i J. Mehoffer)
- Kraków, witraże w kaplicy Świętokrzyskiej katedry wawelskiej (proj. J. Mehoffer)
- Kraków, ul. Radziwiłłowska 4, Apollo Spętany, znany też jako System Słoneczny Kopernika (proj. S. Wyspiański)
- Kraków, ul. Szpitalna 30, witraże w Hotelu Pollera (proj. Stanisław Wyspiański)
- Kraków, Muzeum Narodowe – Vita Somnium Breve, (proj. J. Meffoher)
- Kraków, witraże w Zamku na Wawelu (proj. Włodzimierz Przerwa - Tetmajer)
- Kraków, ul. Szpitalna 13, witraże w dawnym budynku Kasy Oszczędnościowej, obecnie siedziba Banku PKO (proj. J. Mehoffer)
- Kraków, witraże w kościele na Skałce (proj. Adam Bunsch)
- Kraków, al. Słowackiego 64, witrażowa klatka schodowa w budynku Nowego Herbewa (proj. Piotr Ostrowski)- witraż pt. Wyłaniający się horyzont
- Korczyna, witraże w kościele parafialnym (proj. Stefan Matejko)
- Kalisz, witraże w katedrze św. Mikołaja (proj. Włodzimierz Przerwa-Tetmajer)
- Przemyśl, bazylika archikatedralna, św. Jan Chrzciciel w Wielkim Ołtarzu i św. Stanisław Biskup (proj. J. Mehoffer, T. Wojciechowski)
- Gdańsk, witraże w bazylice Mariackiej (proj. Wiktor Ostrzołek)
- Kołobrzeg, witraże w bazylice konkatedralnej (proj. Wiktor Ostrzołek)
- Bielsko Biała, Gmach niegdysiejszej Komunalnej Kasy Oszczędności, potem Banku Śląskiego
- Lwów, witraże w katedrze ormiańskiej (proj. Jan Henrik Rozen)
- Podkowa Leśna, witraże w kościele św. Krzysztofa (proj. Jan Henrik Rozen)
- Mysłowice - Janów, witraże w kościele św. Maksymiliana Kolbe (proj. Werner Lubos)
- Zabawa, witraże w sanktuarium Karoliny Kózkówny (proj. Piotr Ostrowski)
- Białystok, witraże w sanktuarium Miłosierdzia Bożego (proj. Piotr Ostrowski)
- Lublin, witraże w kościele MB Nieustającej Pomocy (proj. Piotr Ostrowski)
- Wąwolnica, witraże w kaplicy przy sanktuarium Matki Boskiej Kembelskiej (proj. Piotr Ostrowski)
- Tarnów, witraże w kościele Świętej Rodziny (proj. Stefan Matejko)
- Stare Sioło (dawne województwo lwowskiej) – witraże w kościele pw. Matki Bożej Śnieżnej i Świętej Trójcy[2]

## Witraże pochodzące z Zakładu

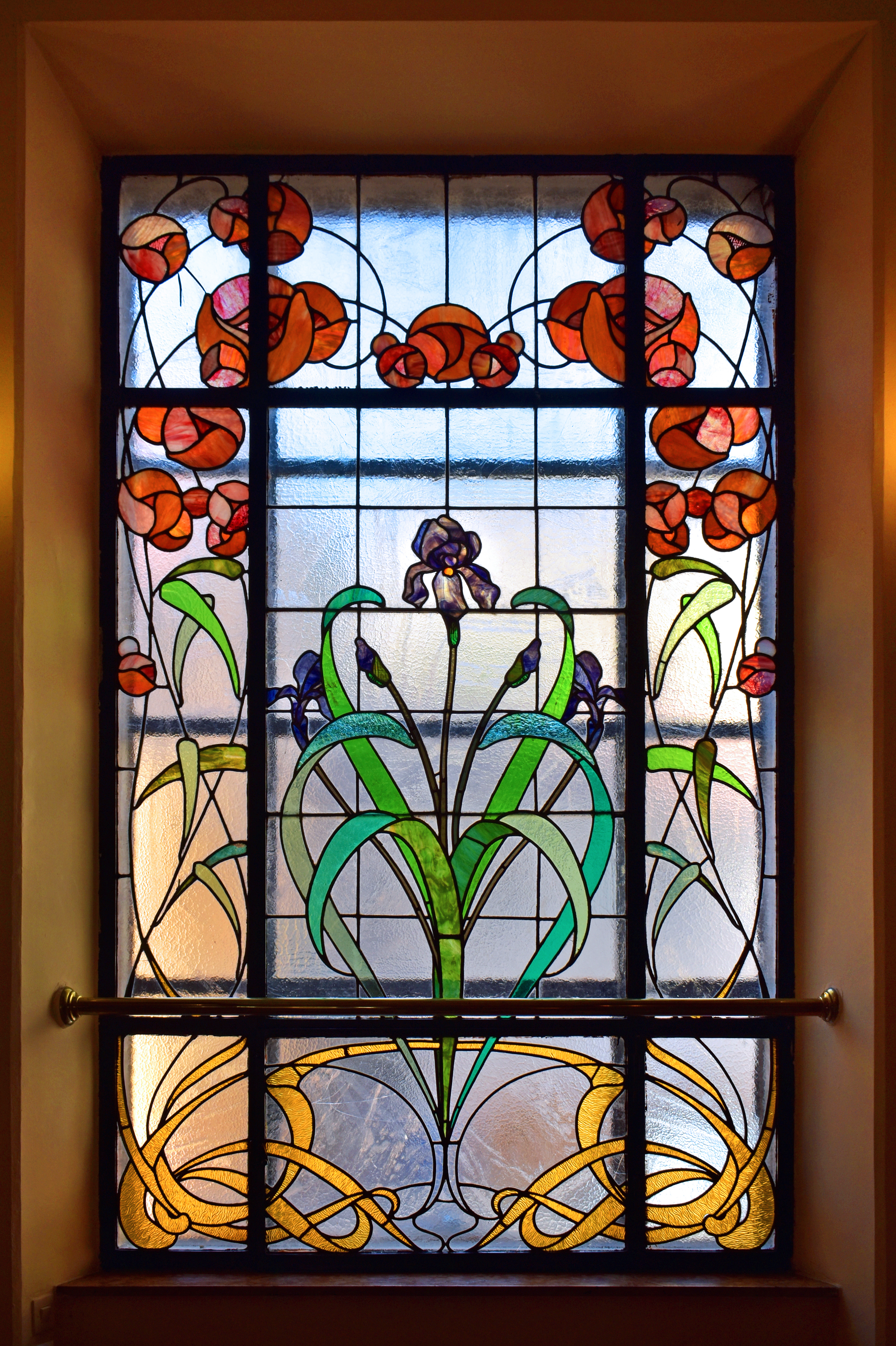
Kraków ul. Szpitalna 30 Hotel Pollera, Irysy okno na I półpiętrze (ok 1900).
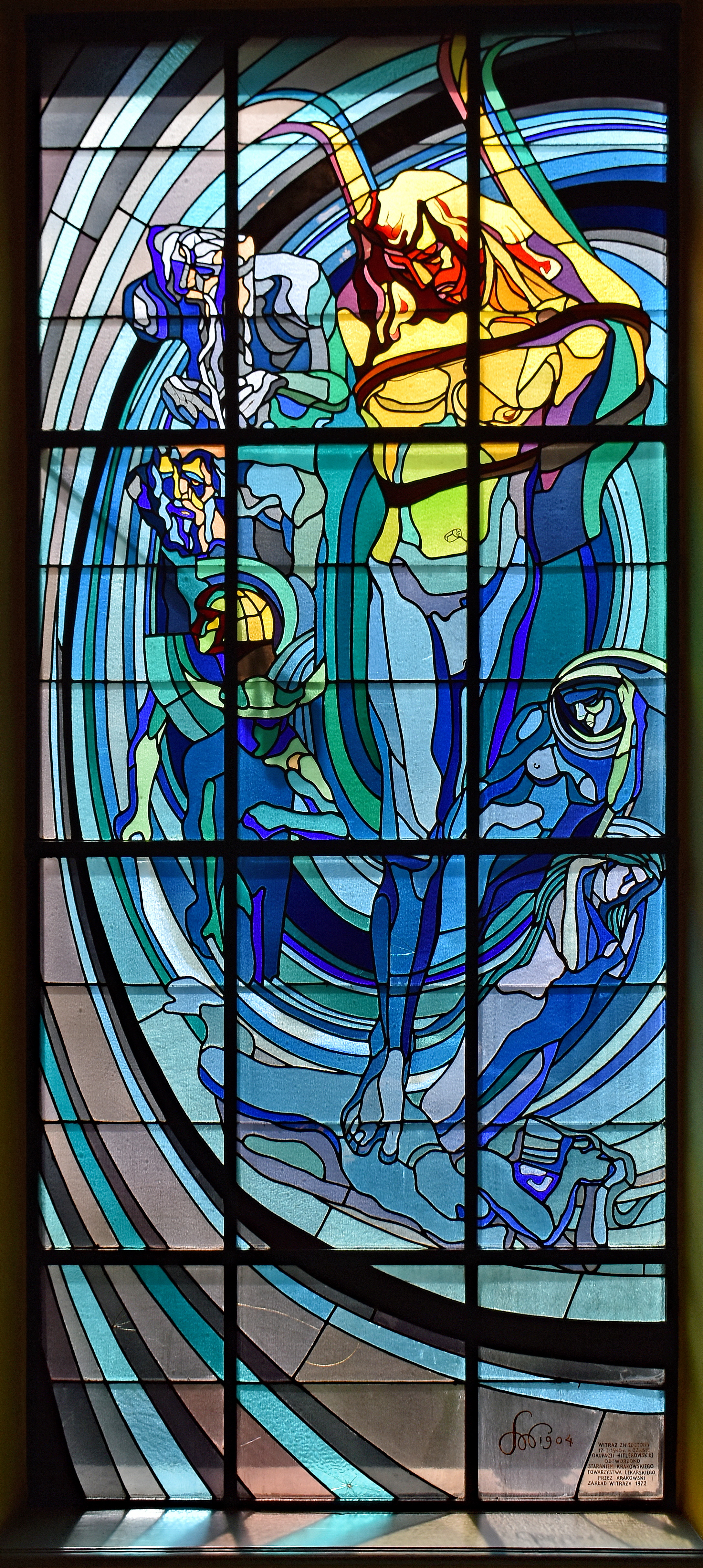
Kraków ul. Radziwiłłowska 4 Dom Lekarski Apollo spętany proj. Stanisław Wyspiański(1904).
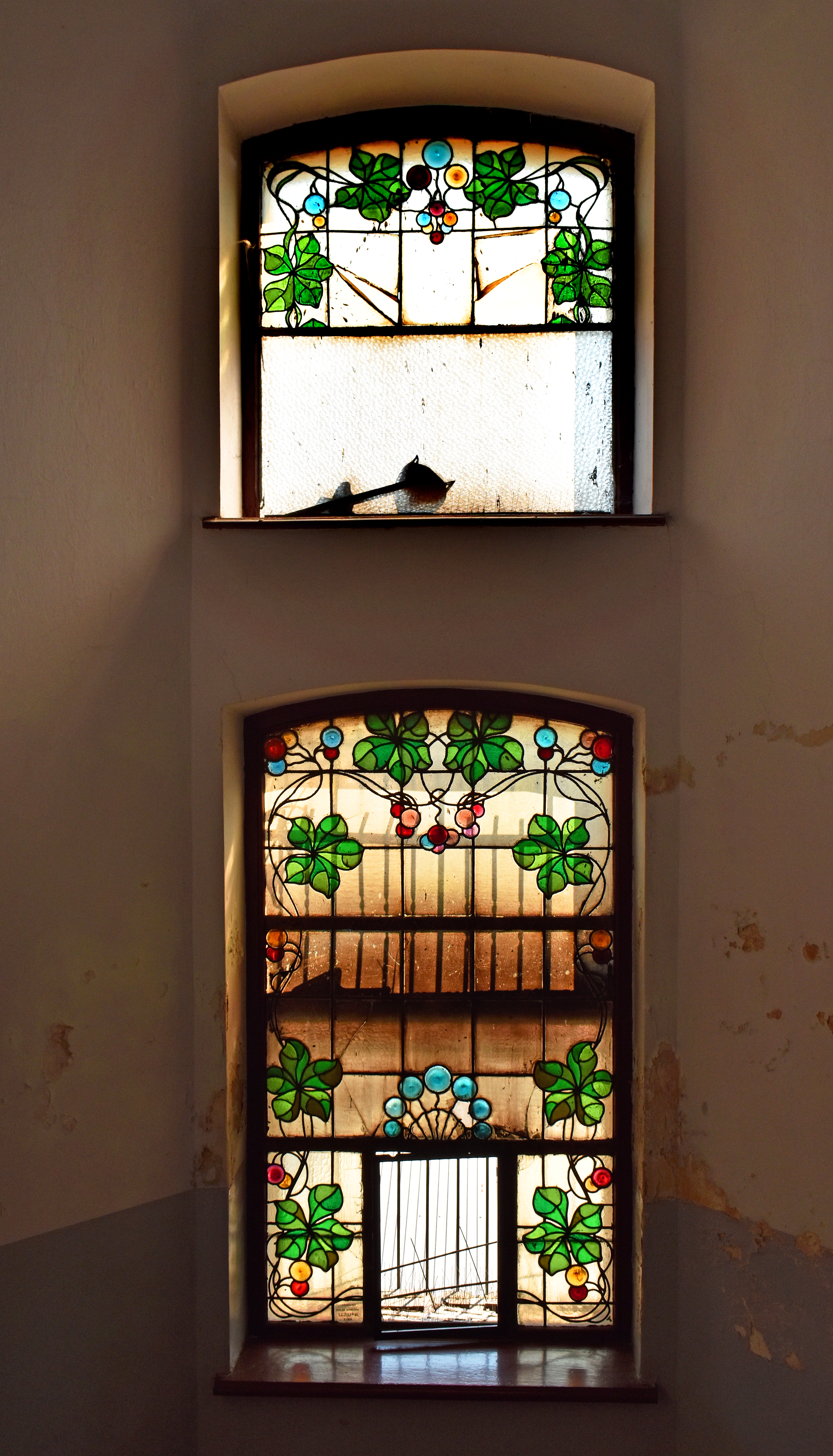
Kraków ul. Borelowskiego-Lelewela 6 Kamienica Komorowskich (1909).
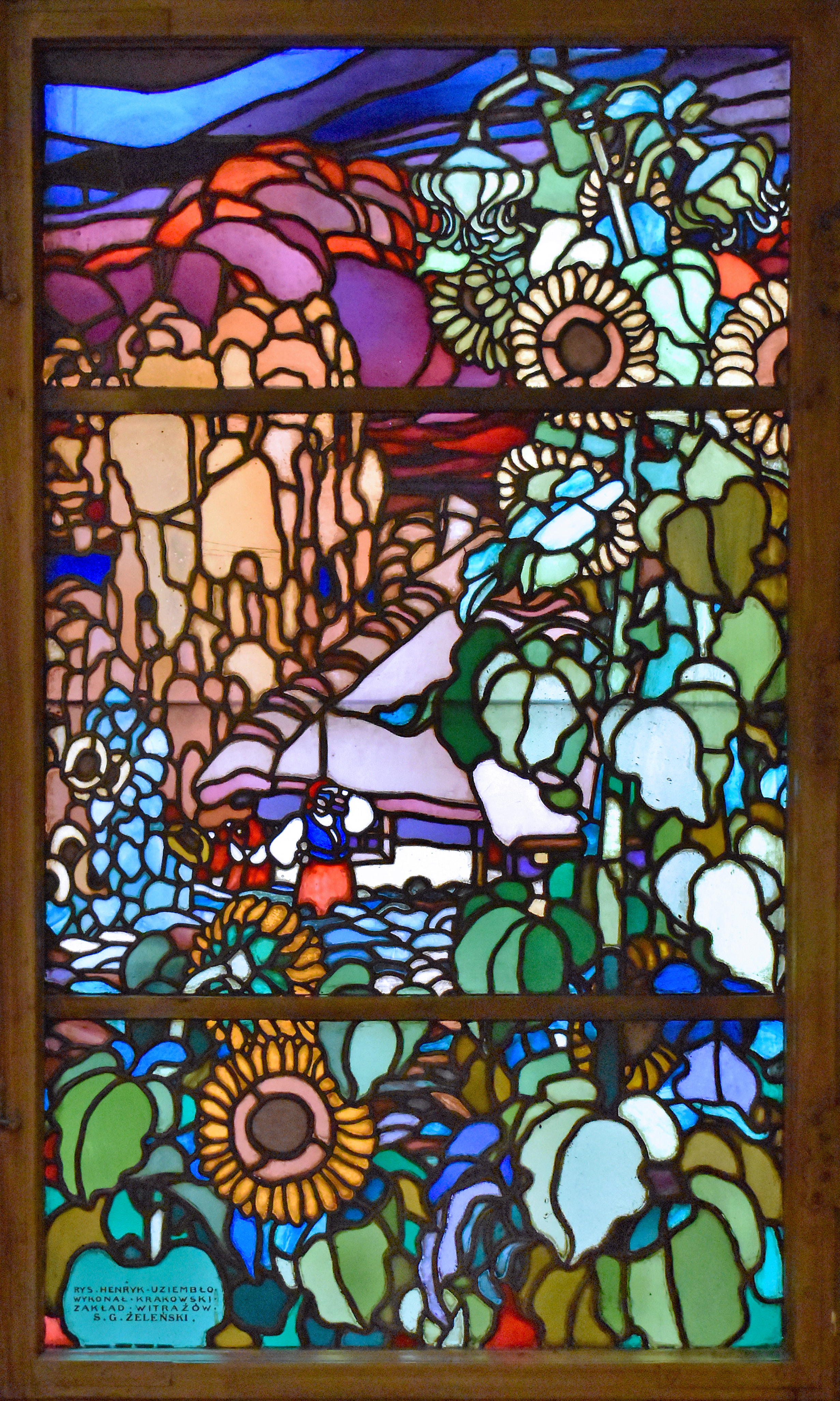
Kraków ul. św. Anny 9 Dom Izby Rzemieślniczej Ip. Wiejski ogródek proj. Henryk Uziembło (1909).
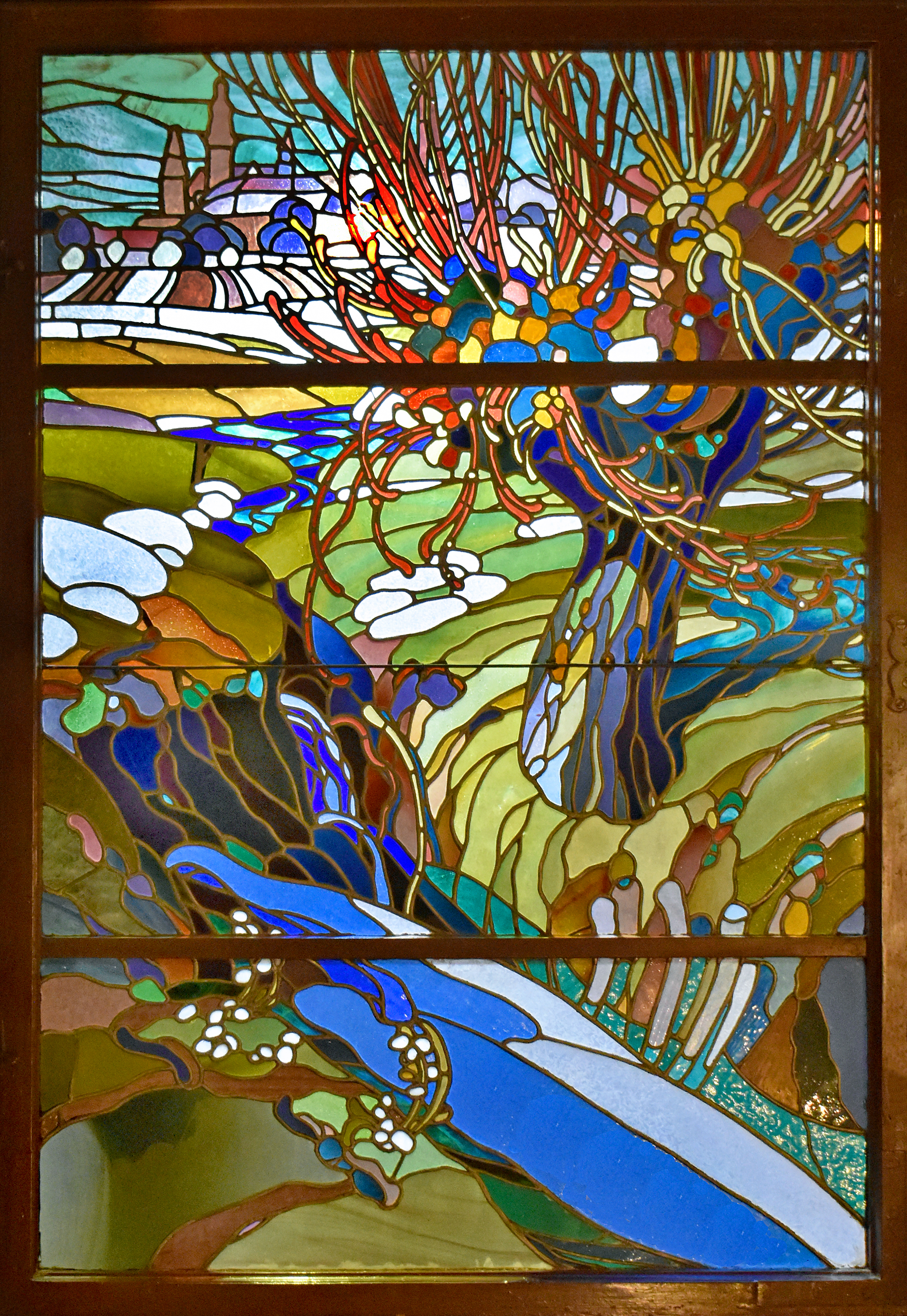
Kraków ul. św. Anny 9 Dom Izby Rzemieślniczej IIp Wierzby proj. Henryk Uziembło (1909).
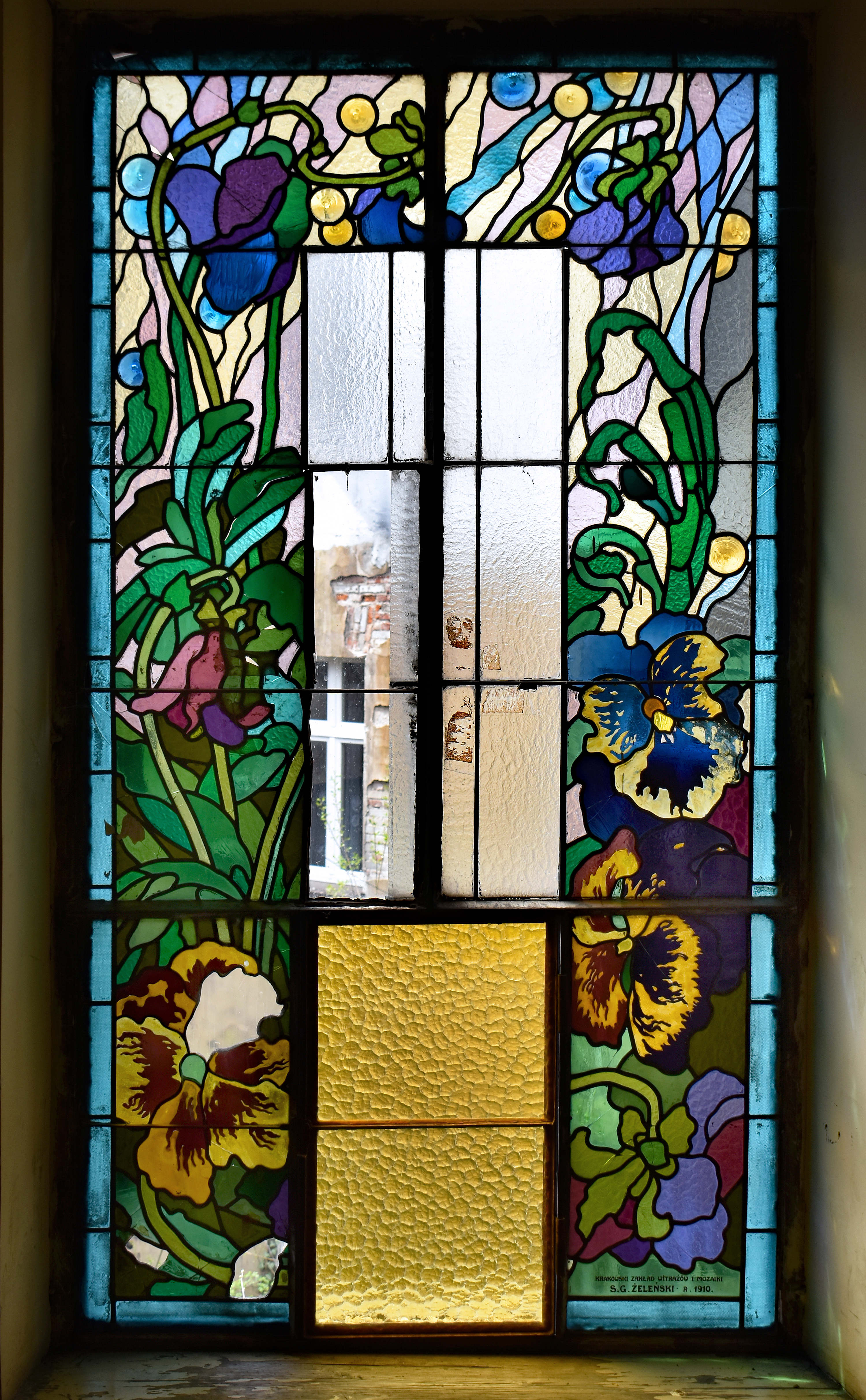
Kraków ul. F. Straszewskiego 5 Kamienica, Bratki Ip. (1910).
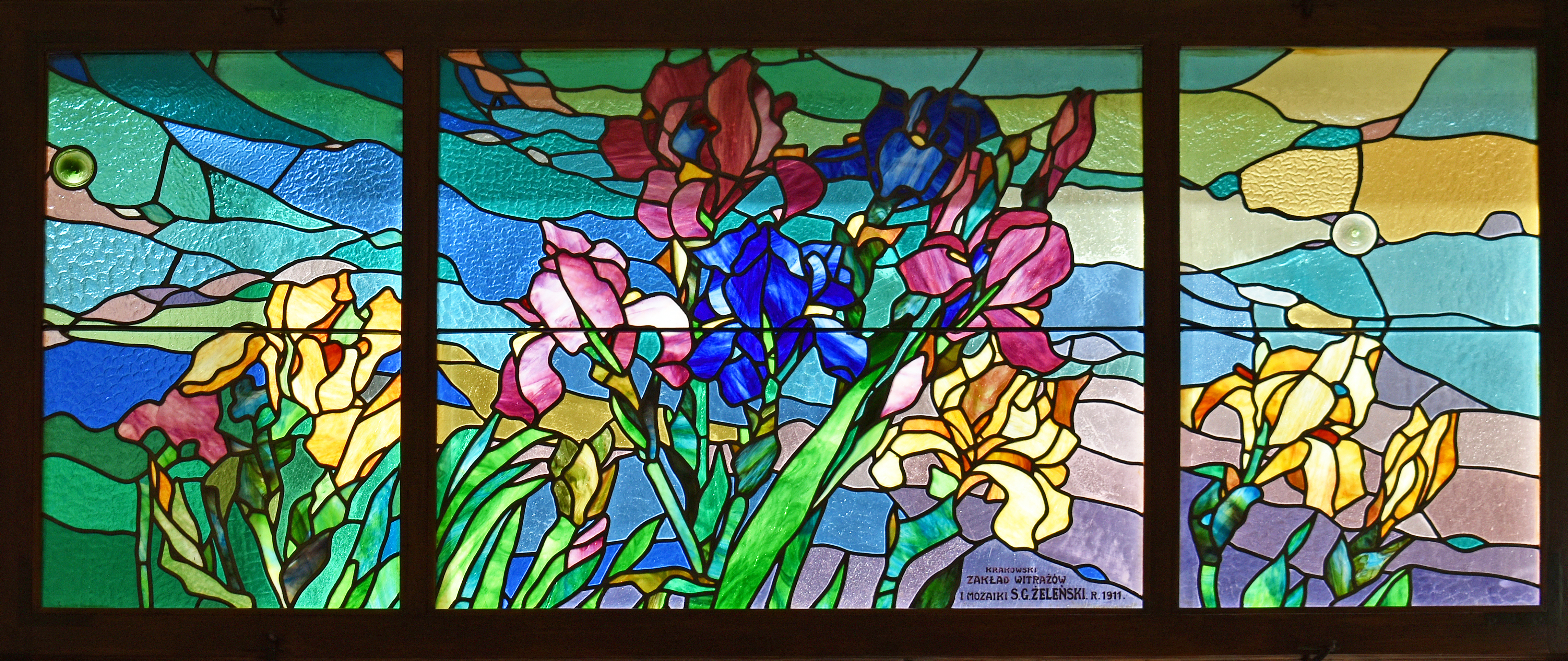
Kraków ul. Karmelicka 27 Kamienica, Irysy nadświetle proj. Stefan Witold Matejko (1911).
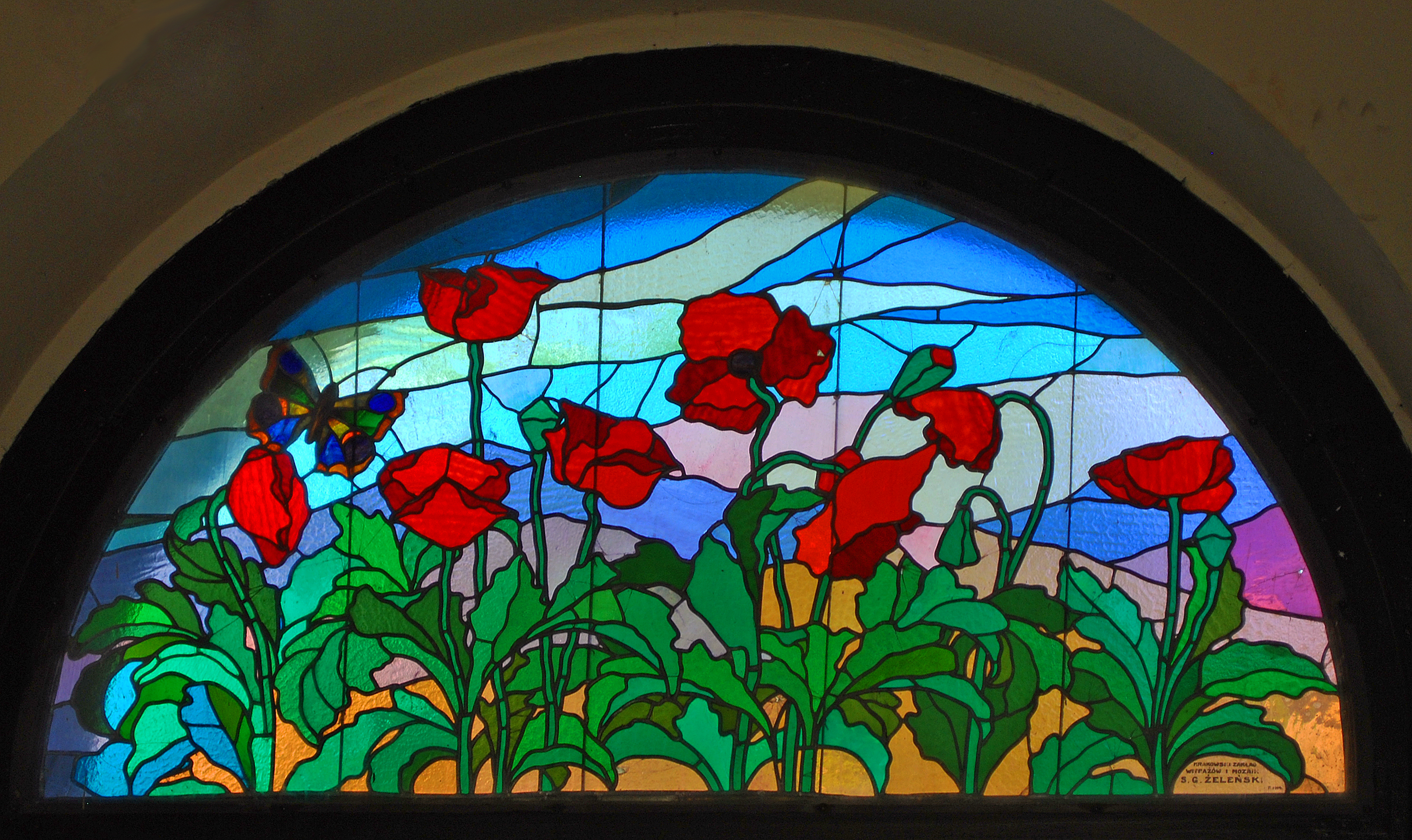
Kraków ul. Basztowa 23 Kamienica, Maki nadświetle (1914).
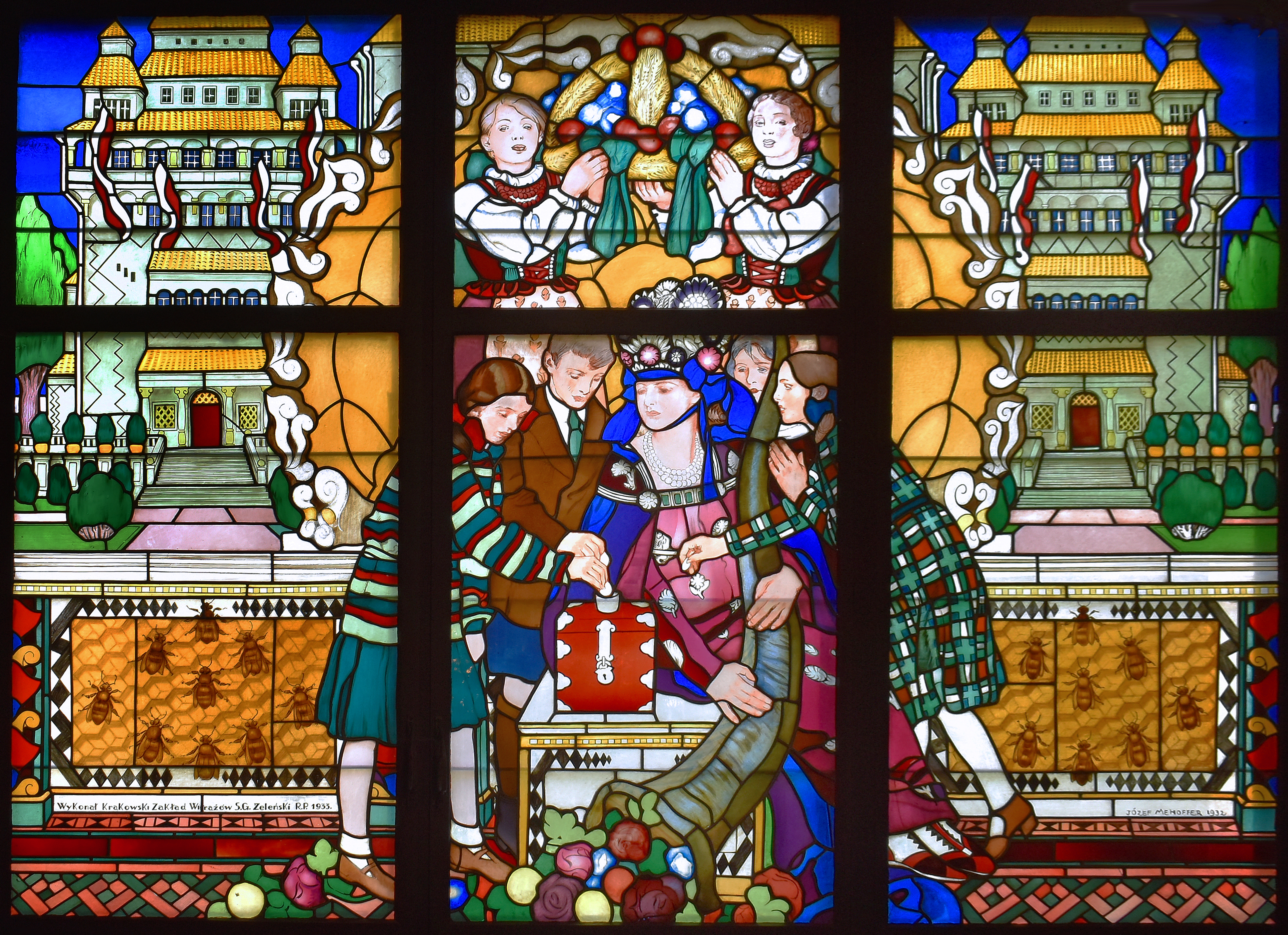
Kraków ul. Szpitalna 15 Budynek KKOMK Ip. Alegoria Oszczędności proj. Józef Mehoffer (1933).
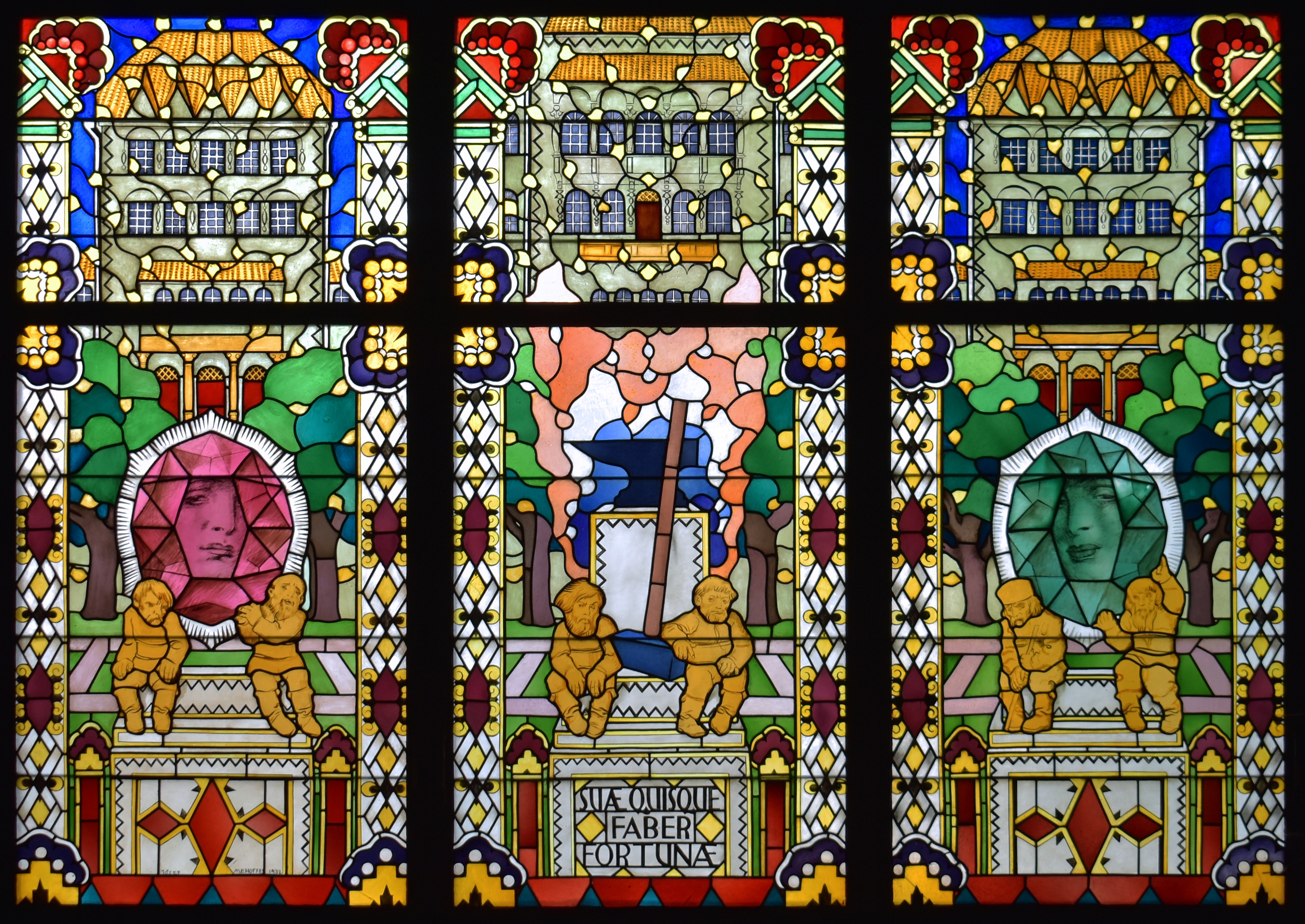
Kraków ul. Szpitalna 15 Budynek KKOMK IIp. Alegoria Dobrobytu proj. Józef Mehoffer (1933).
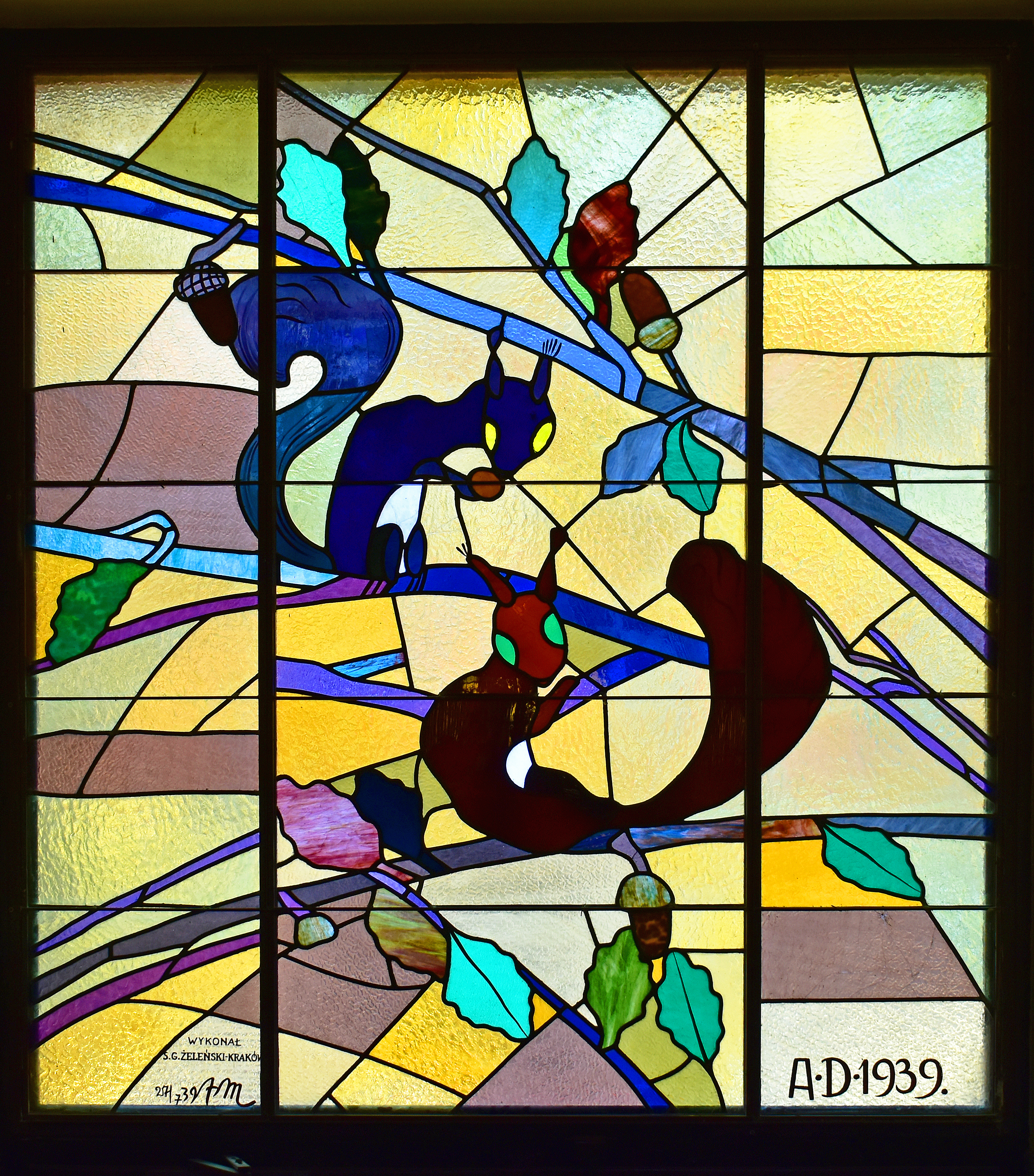
Kraków ul. Dunin-Wąsowicza 5 Kamienica, Wiewiórki nadświetle proj. Franciszek Mączyński (1939).
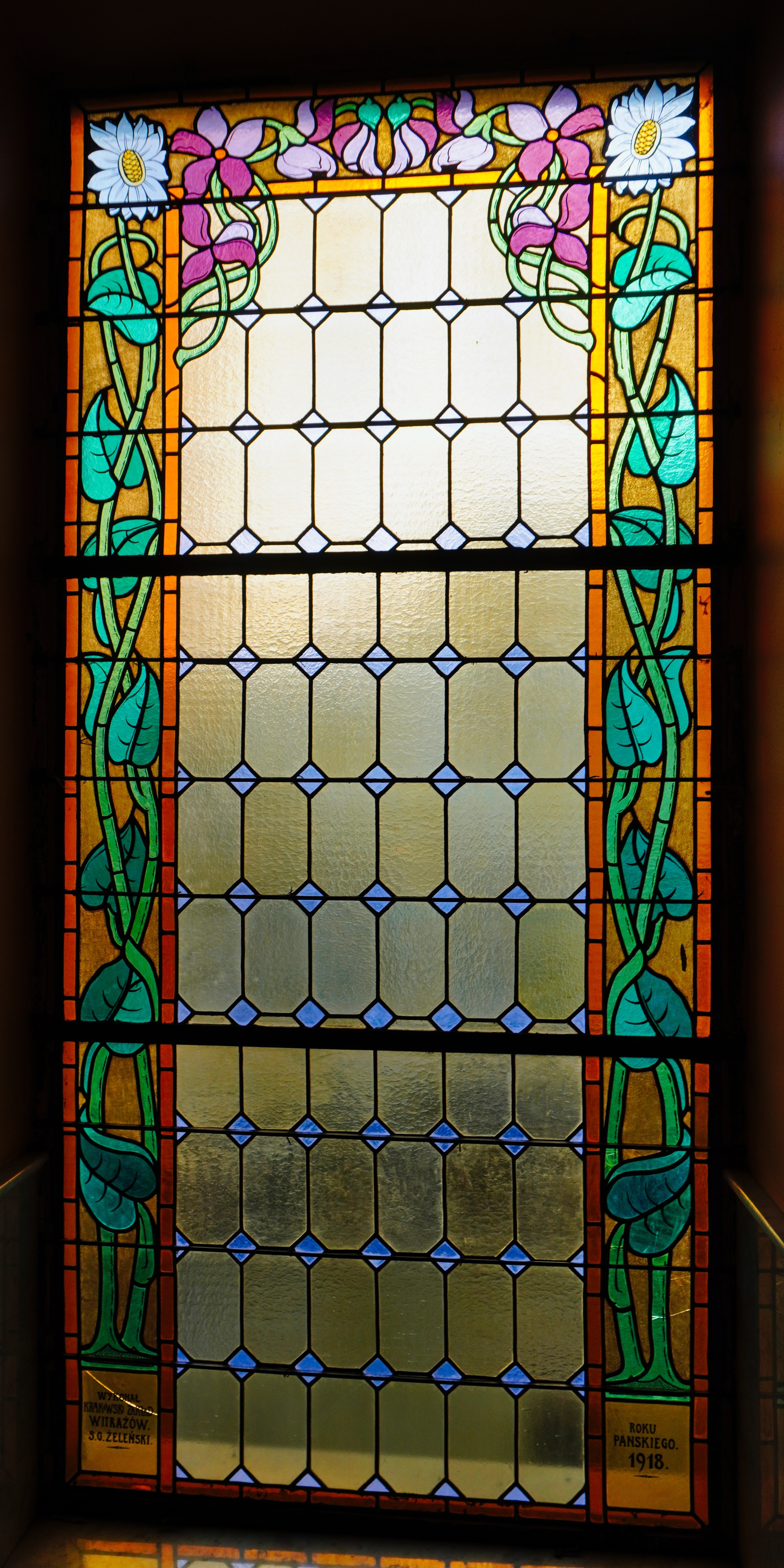
Kraków ul. Karmelicka 29 Pałac Pokutyńskich Witraż na I półpiętrze (1918).
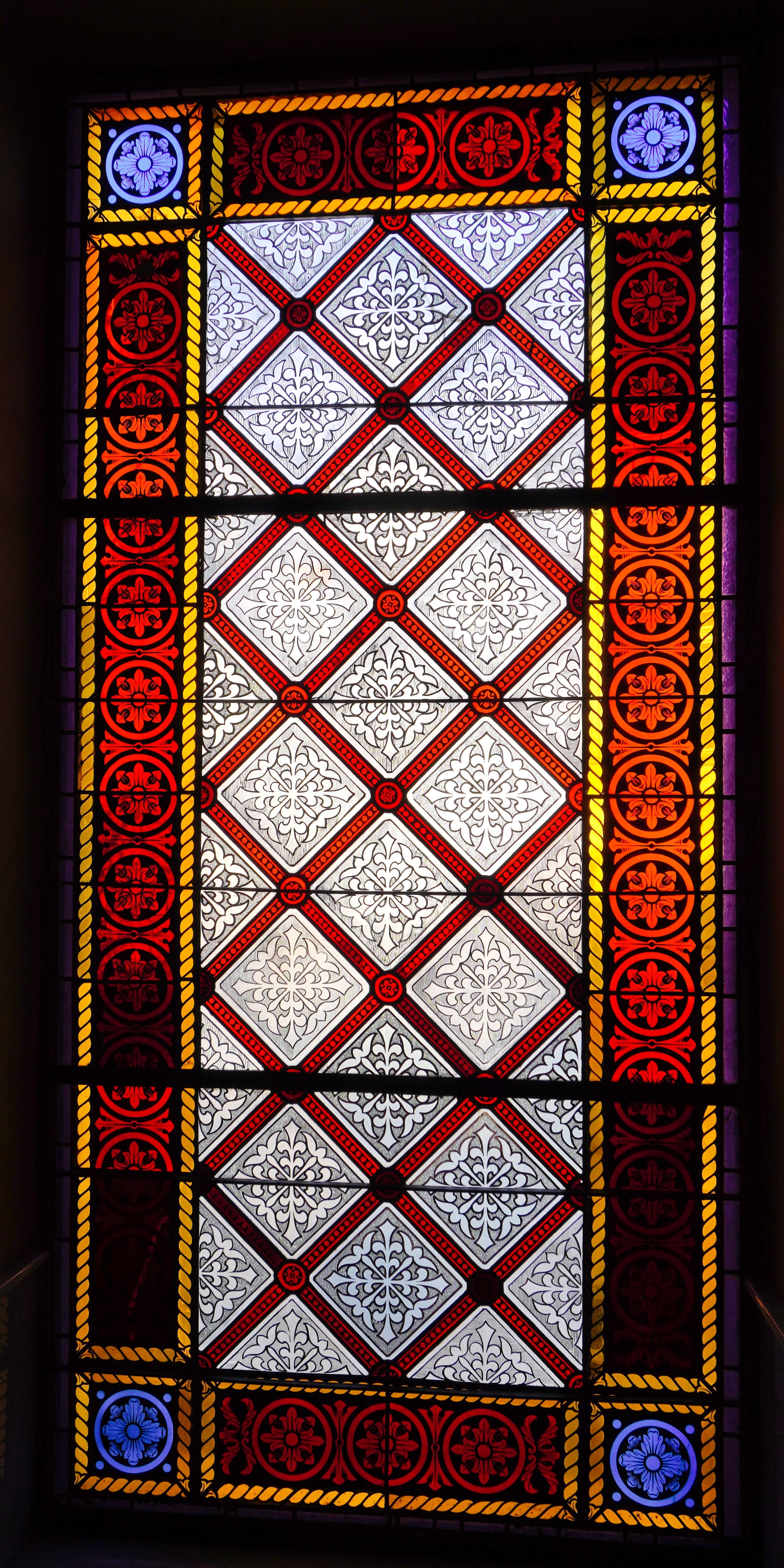
Kraków ul. Karmelicka 29 Pałac Pokutyńskich Witraż na II półpiętrze (1918).
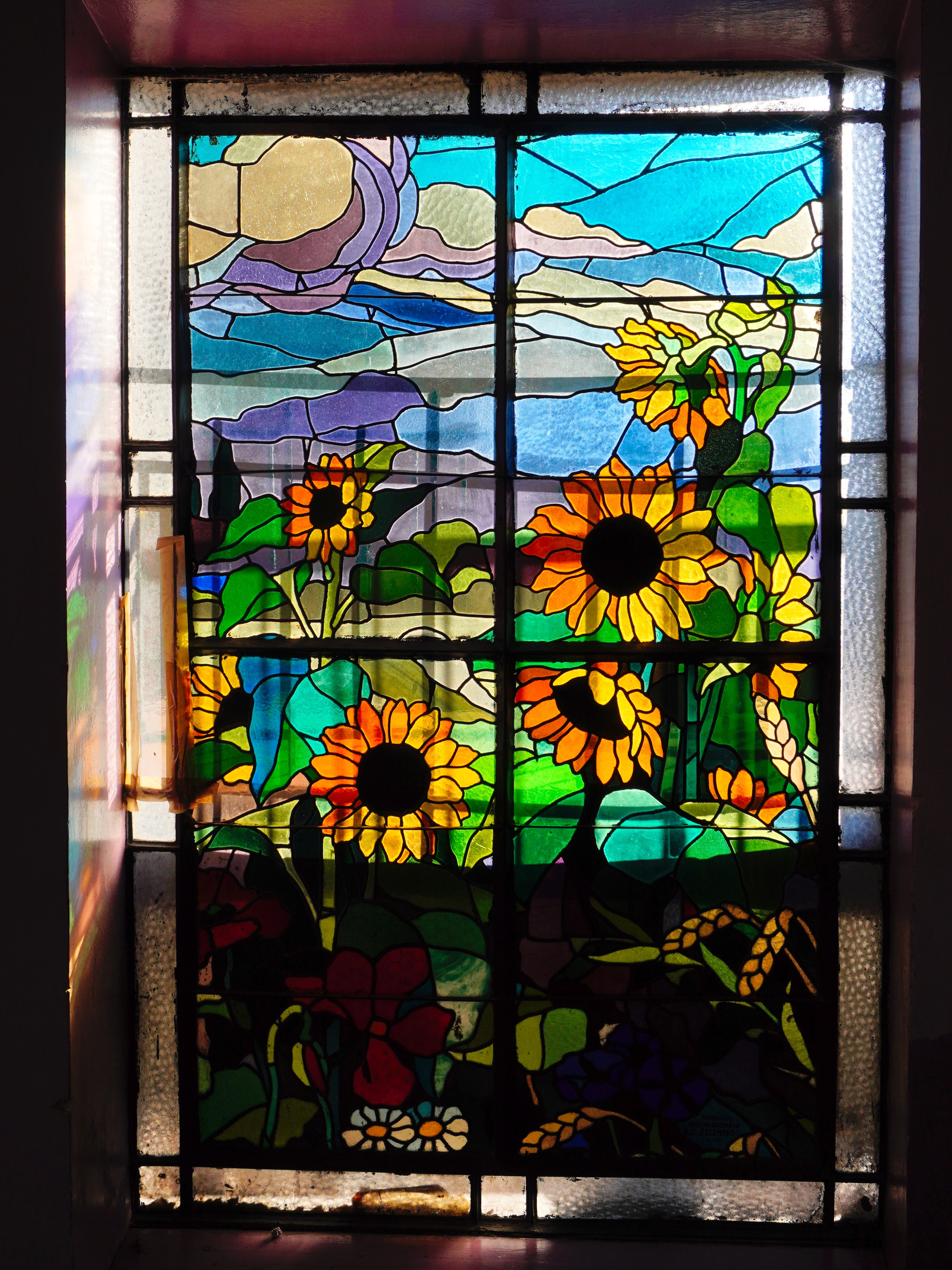
Kraków ul. Staszica 14 Witraż na I półpiętrze (1910).
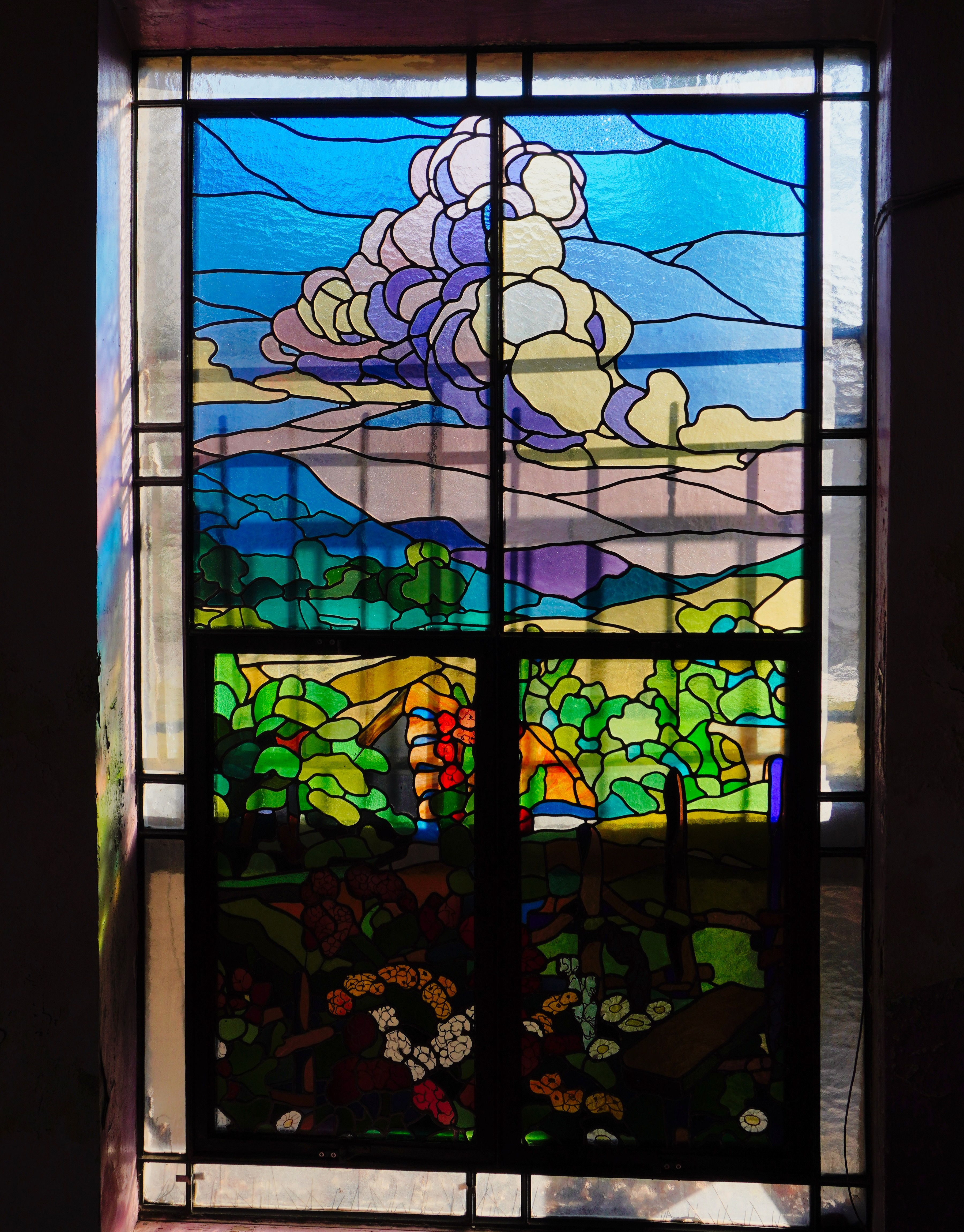
Kraków ul. Staszica 14 Witraż na II półpiętrze (1910).
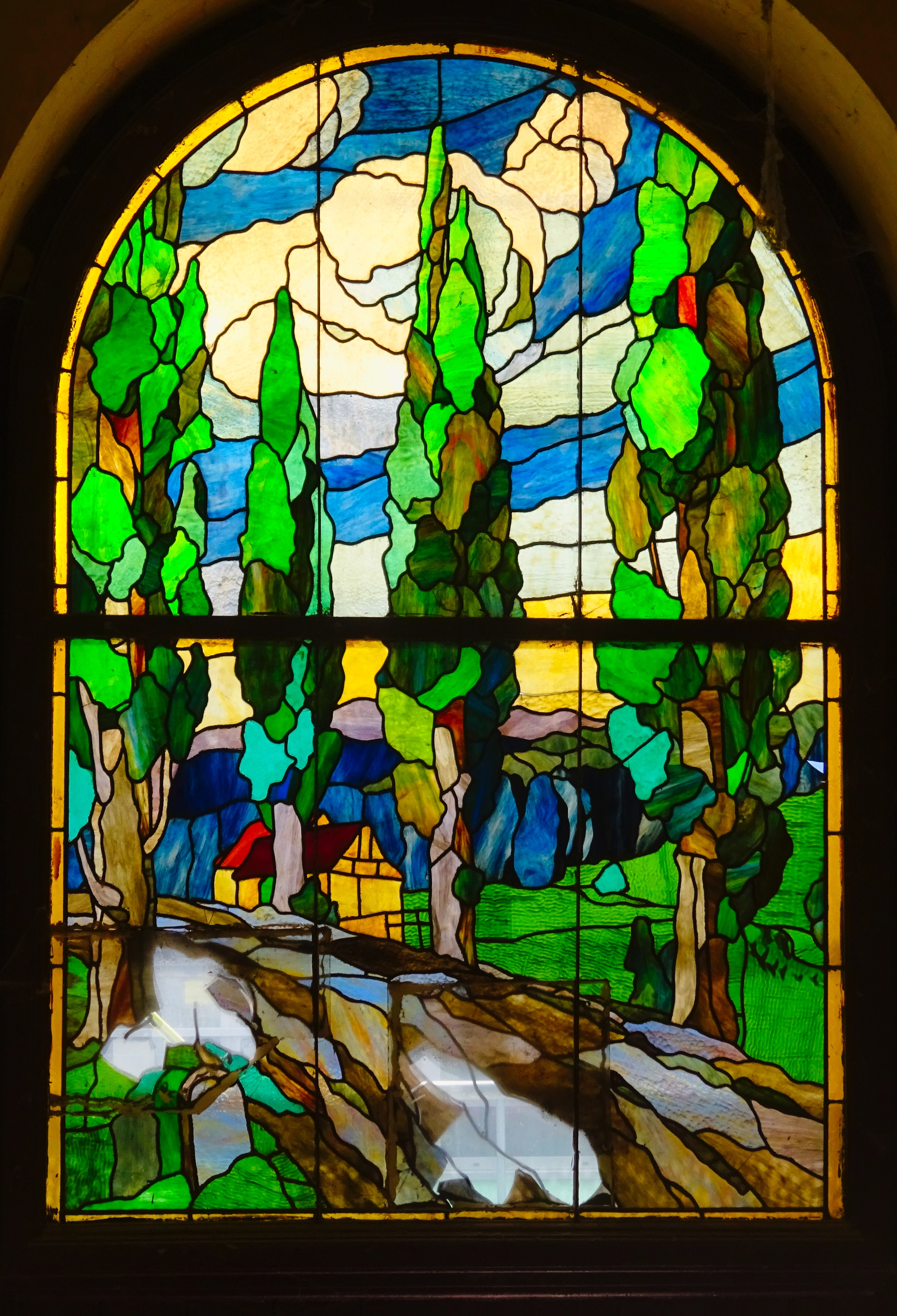
Kraków ul. Topolowa 46 (1910).
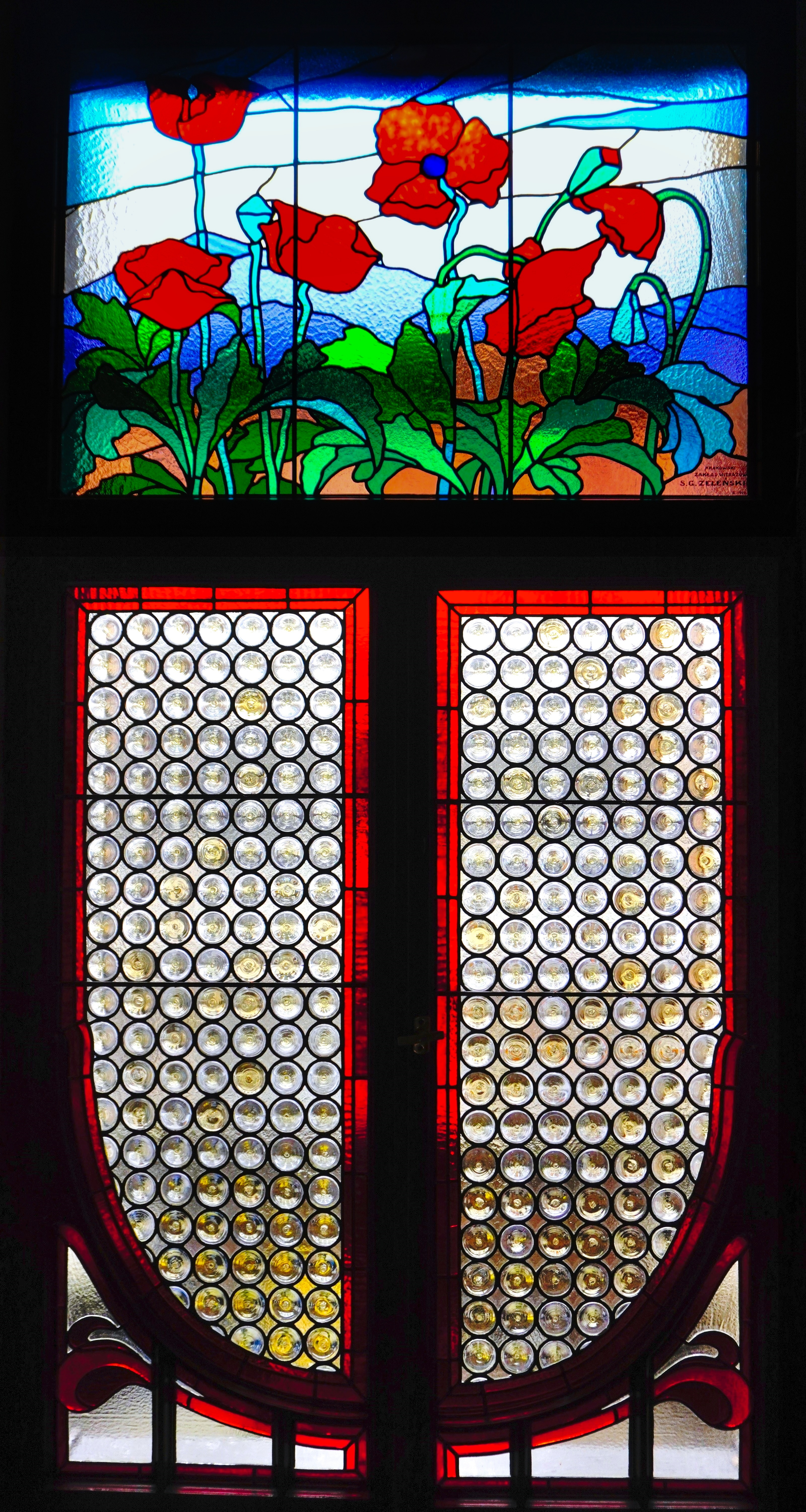
Kraków ul. Piłsudskiego 9 Witraż na I półpiętrze (1914).
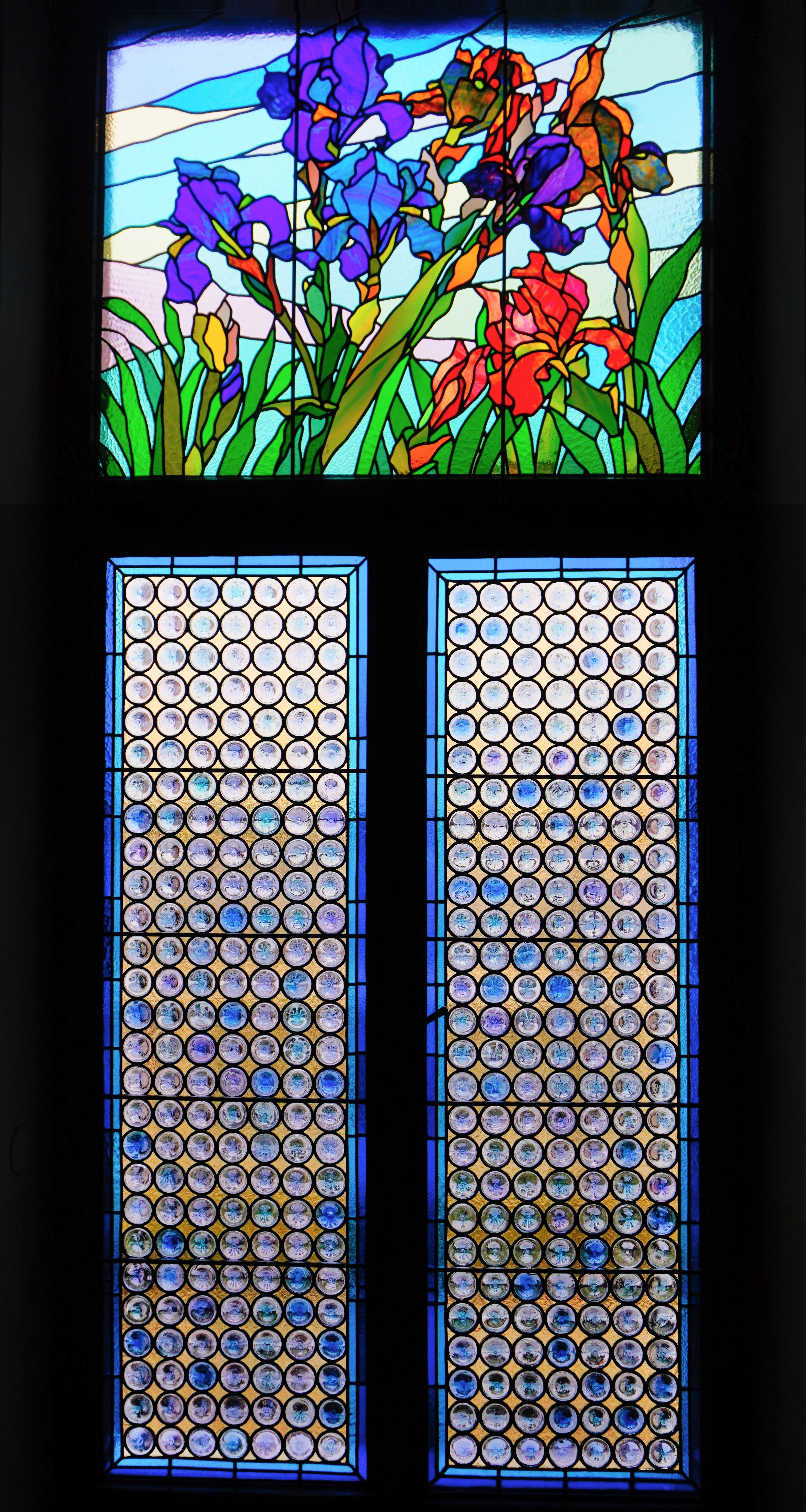
Kraków ul. Piłsudskiego 9 Witraż na II półpiętrze (1914).
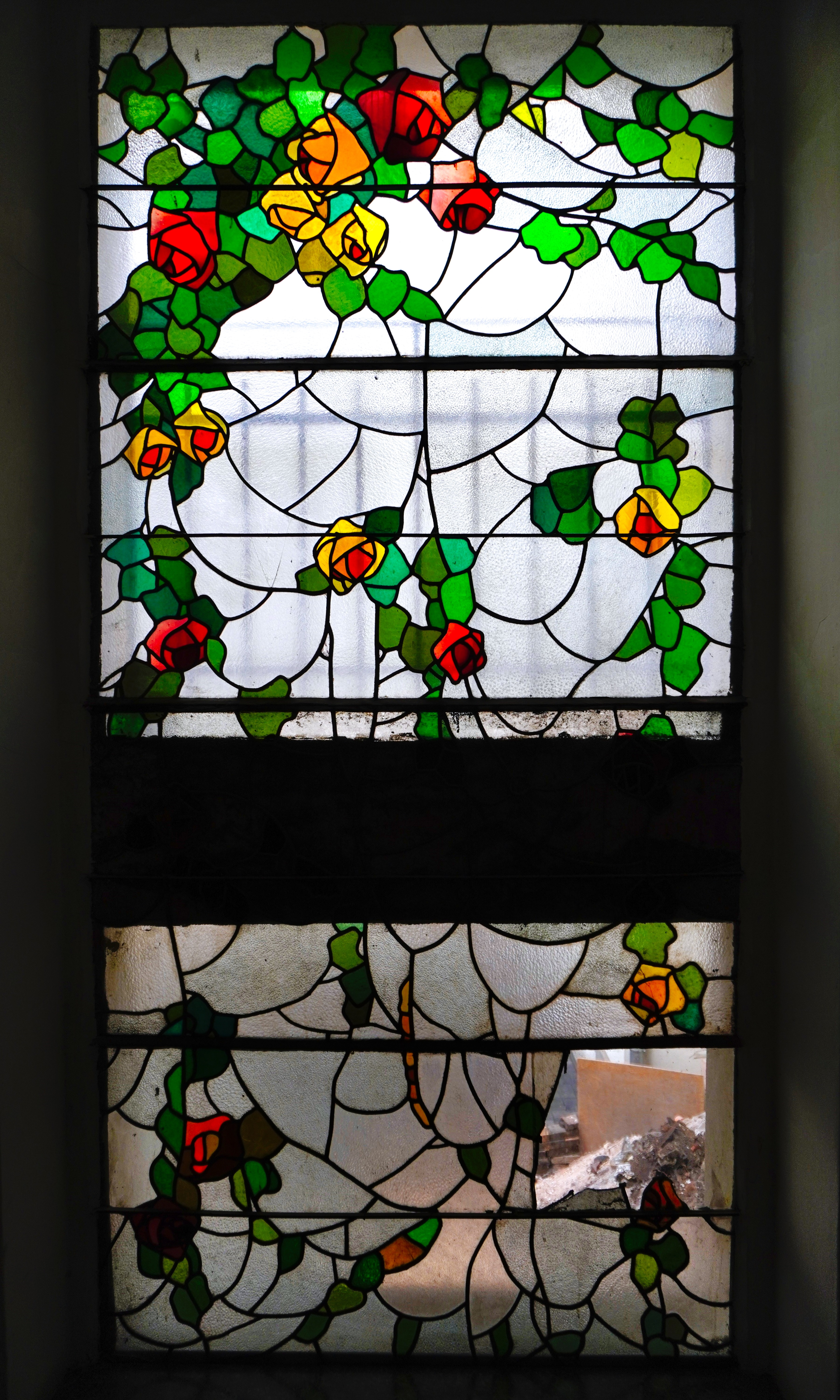
Kraków ul. Zwierzyniecka 17 Witraż na I półpiętrze (1913).
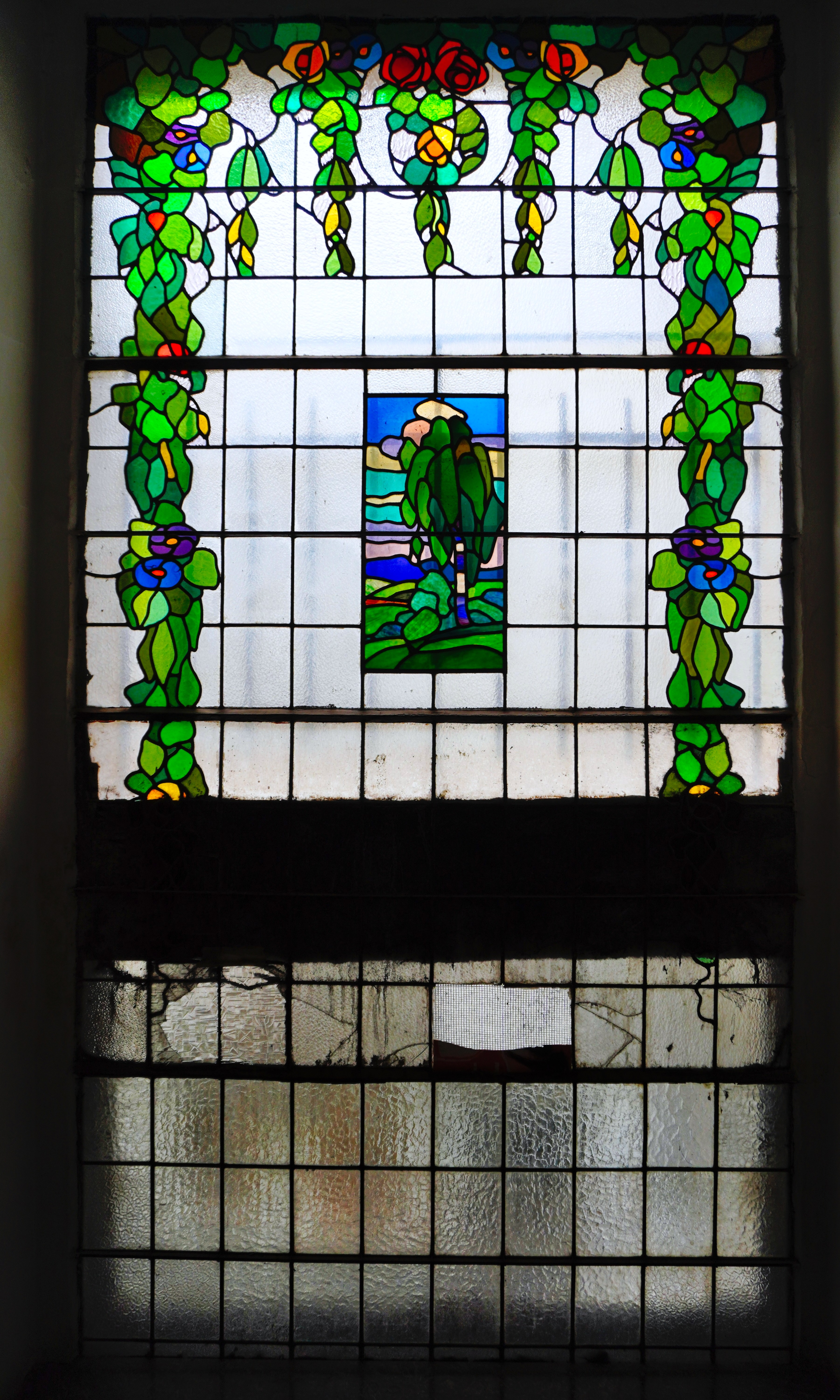
Kraków ul. Zwierzyniecka 17 Witraż na II półpiętrze (1913).
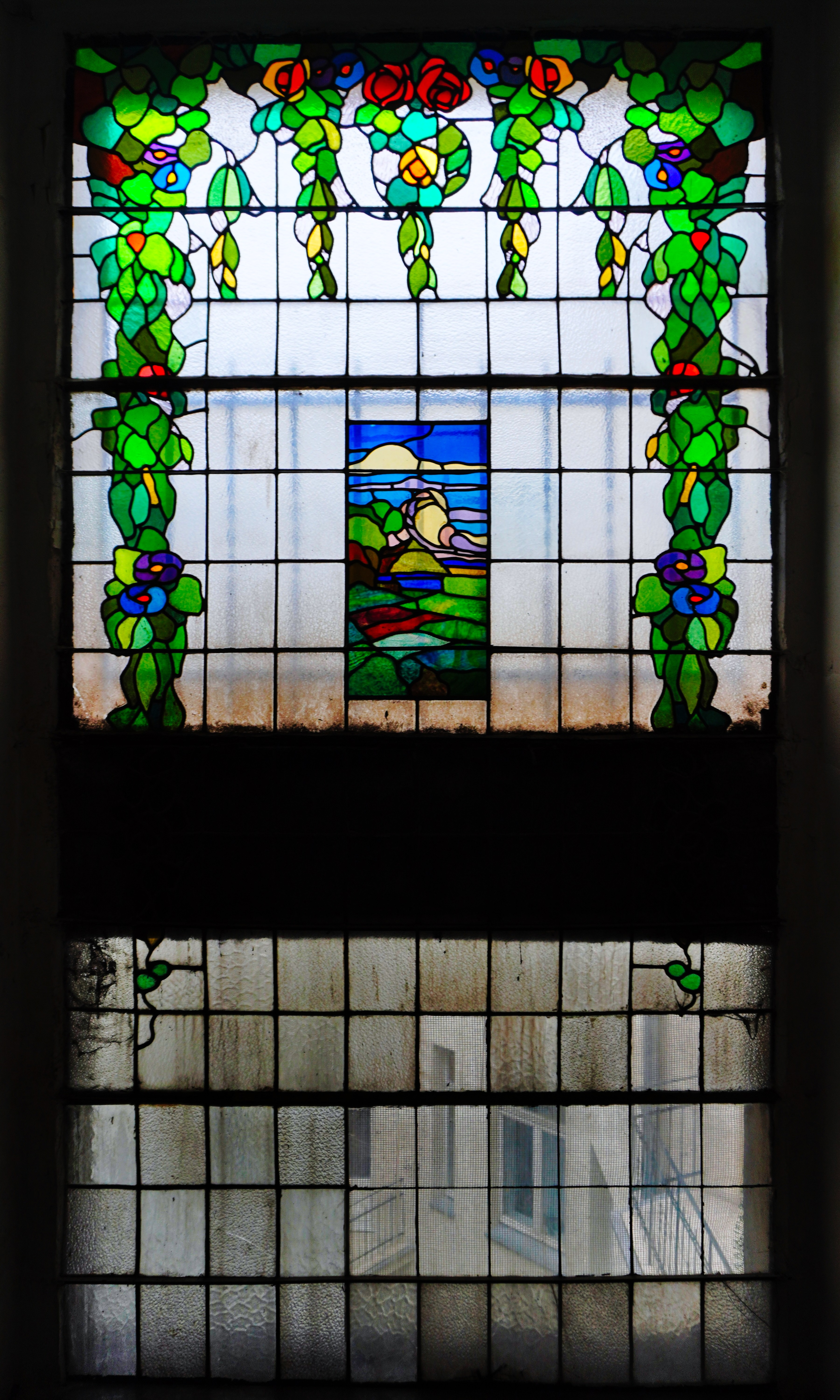
Kraków ul. Zwierzyniecka 17 Witraż na III półpiętrze (1913).
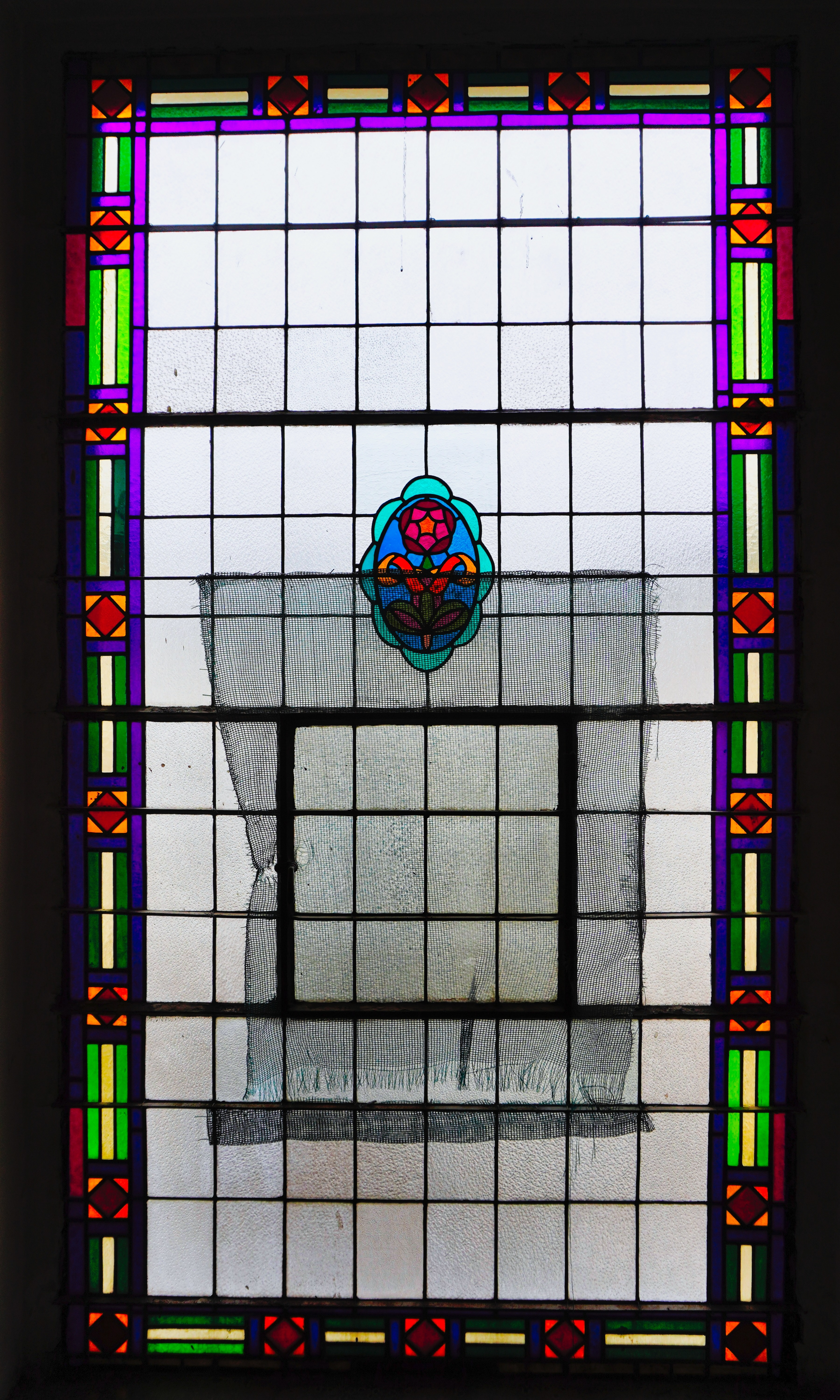
Kraków ul. Zwierzyniecka 17 Witraż na IV półpiętrze (1913).
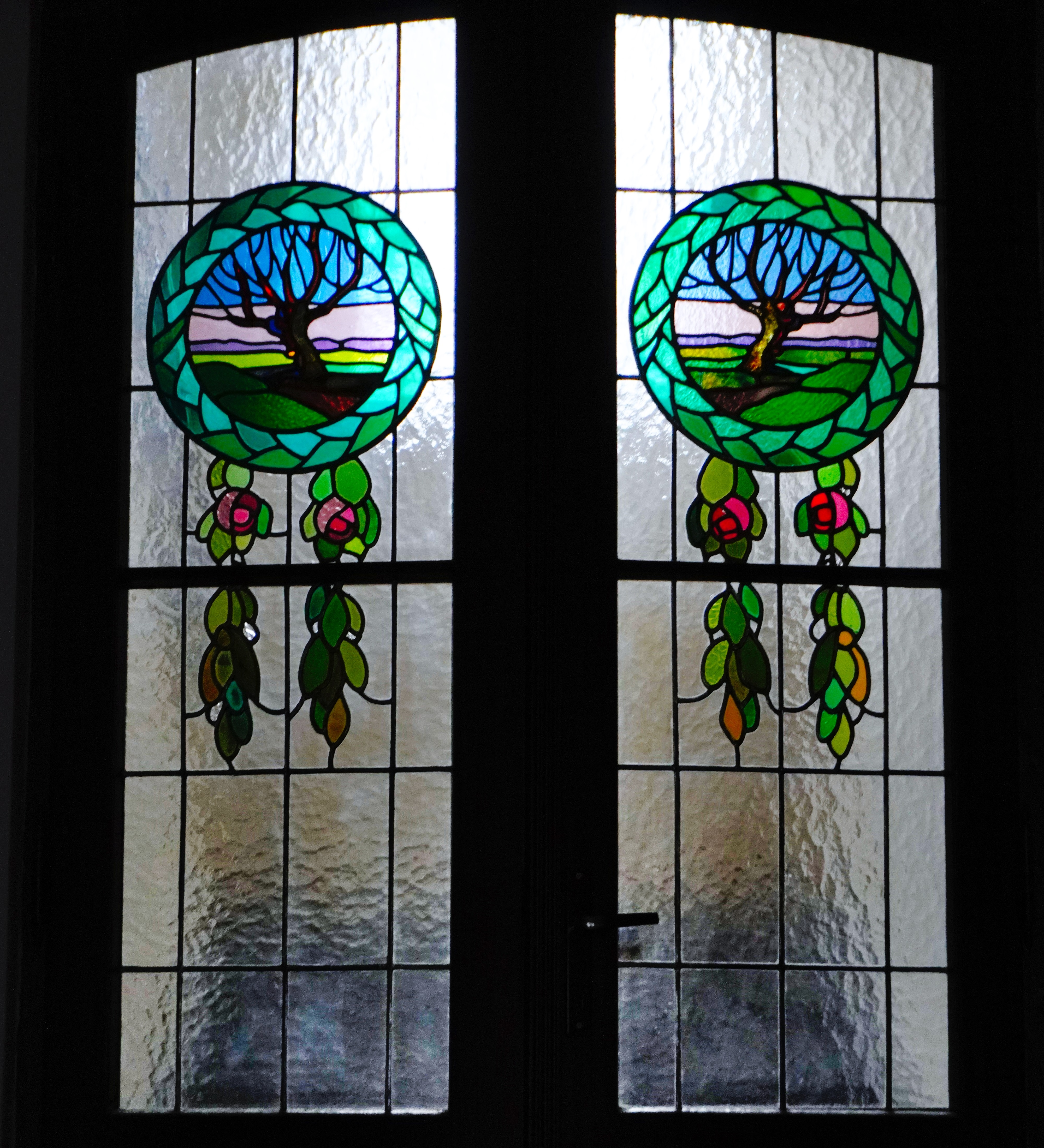
Kraków ul. Garncarska 5.
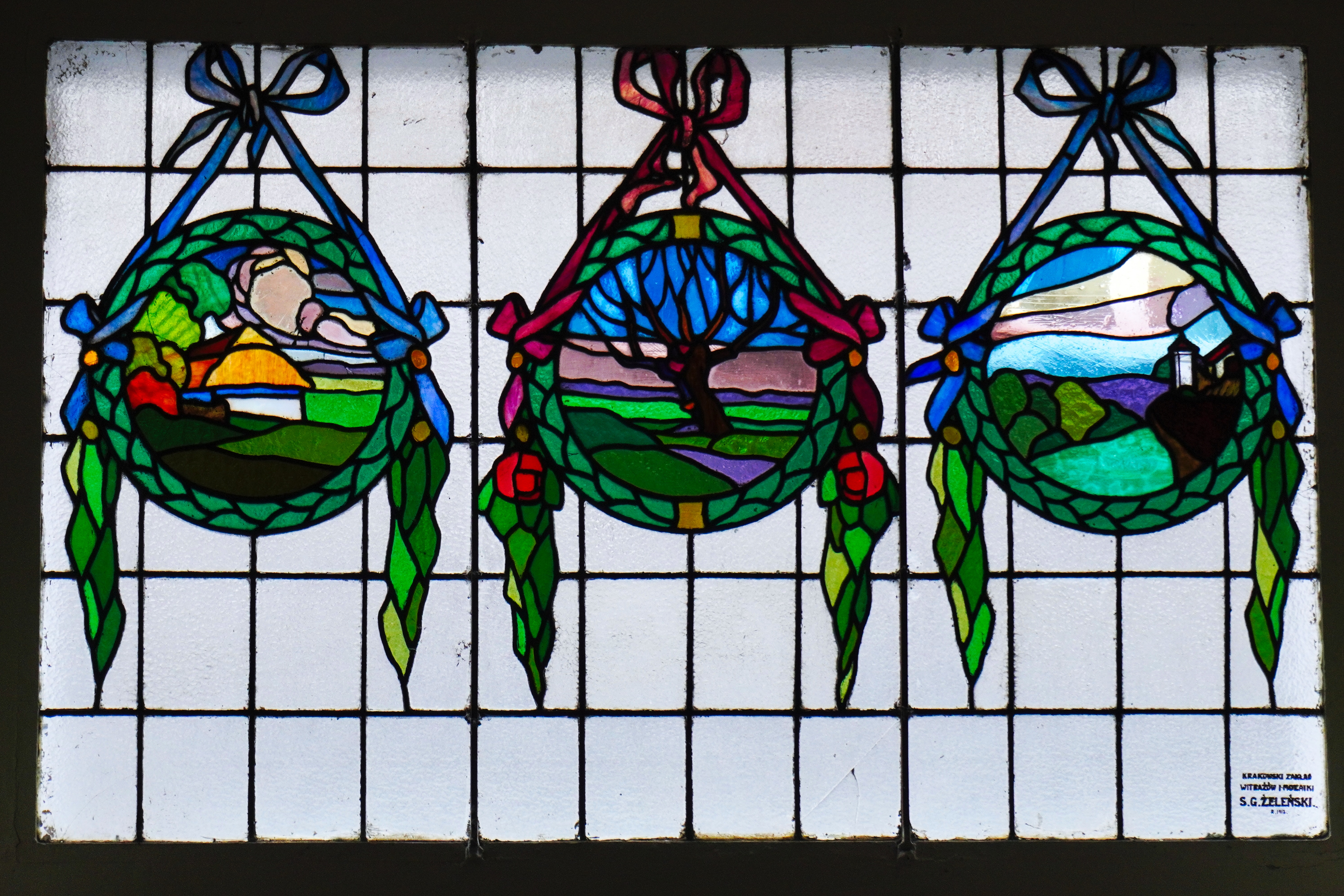
Kraków ul. Lenartowicza 5 (1912).
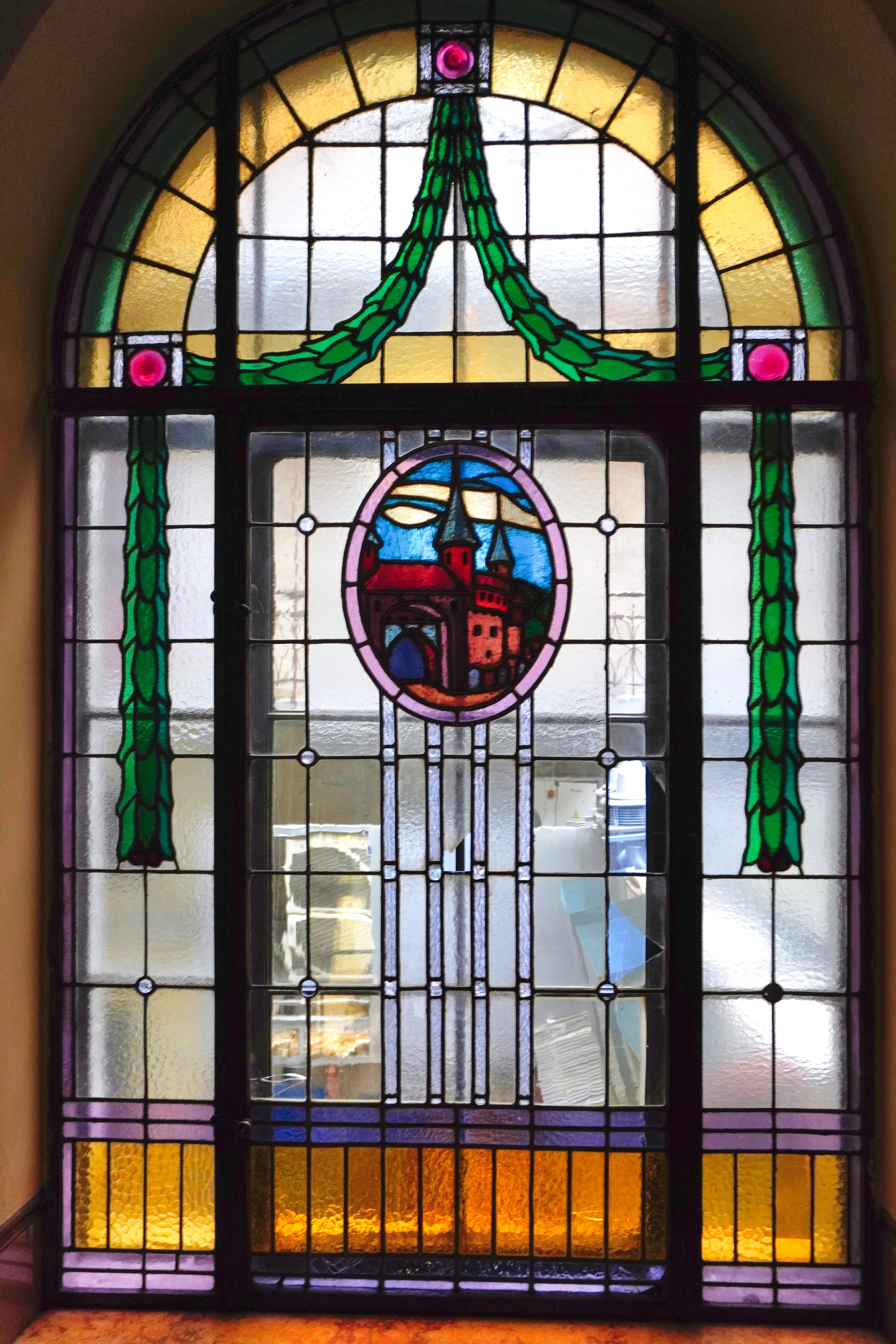
Kraków ul. Szpitalna 38 Kamienica Kennerów Witraż na I półpiętrze (1912).
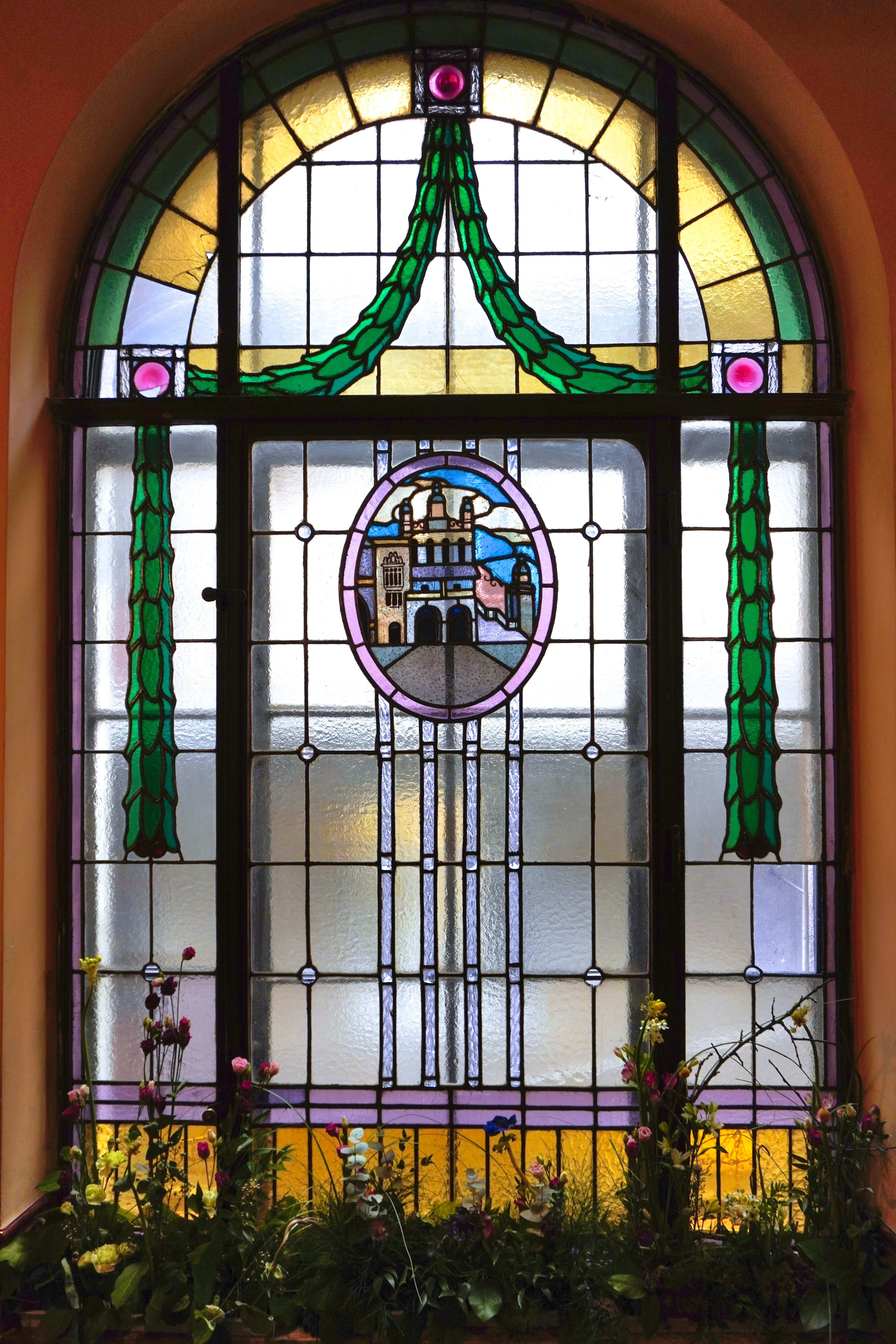
Kraków ul. Szpitalna 38 Kamienica Kennerów Witraż na II półpiętrze (1912).
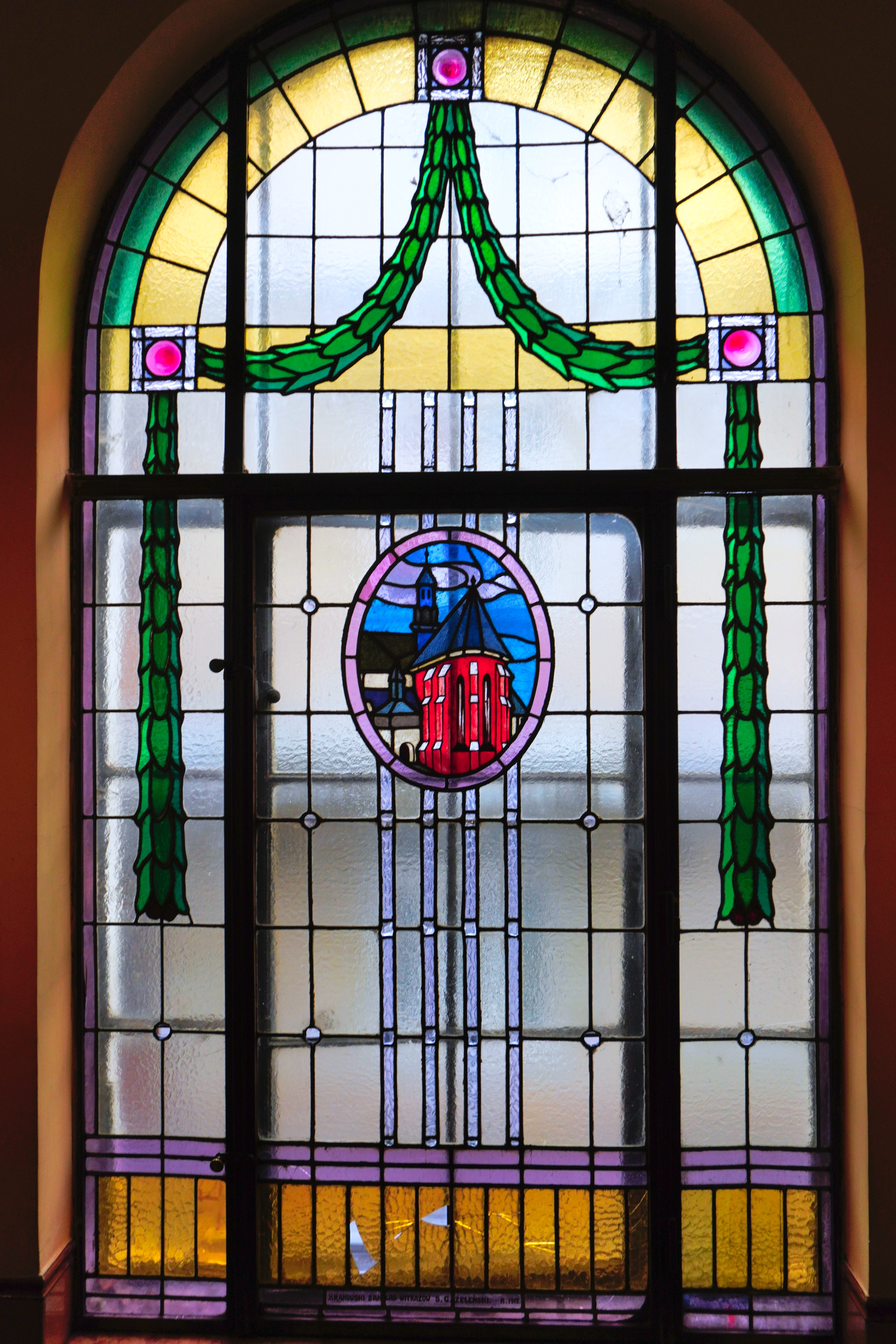
Kraków ul. Szpitalna 38 Kamienica Kennerów Witraż na III półpiętrze (1912).